# Wrzosowo (gromada w powiecie kołobrzeskim)
Wrzosowo – dawna gromada, czyli najmniejsza jednostka podziału terytorialnego Polskiej Rzeczypospolitej Ludowej w latach 1954–1972.
Gromady, z gromadzkimi radami narodowymi (GRN) jako organami władzy najniższego stopnia na wsi, funkcjonowały od reformy reorganizującej administrację wiejską przeprowadzonej jesienią 1954 do momentu ich zniesienia z dniem 1 stycznia 1973, tym samym wypierając organizację gminną w latach 1954–1972.
Gromadę Wrzosowo z siedzibą GRN we Wrzosowie utworzono – jako jedną z 8759 gromad na obszarze Polski – w powiecie kołobrzeskim w woj. koszalińskim na mocy uchwały nr 43/54 WRN w Koszalinie z dnia 5 października 1954. W skład jednostki weszły obszary dotychczasowych gromad Wrzosowo, Jazy, Piotrowice, Skoczków i Łykowo (bez miejscowości Poczernino i Syrkowice) ze zniesionej gminy Wrzosowo w tymże powiecie. Dla gromady ustalono 15 członków gromadzkiej rady narodowej.
31 grudnia 1961 do gromady Wrzosowo włączono obszar gruntów PGR Kłopotowo (74,99 ha) z gromady Karlino w powiecie białogardzkim w tymże województwie; z gromady Wrzosowo wyłączono natomiast obszar gruntów PGR Wietrzyno (8,35 ha), włączając go do gromady Karlino w powiecie białogardzkim w tymże województwie.
31 grudnia 1971 gromadę Wrzosowo zniesiono, a jej obszar włączono do gromady Dygowo w tymże powiecie.